# Premis Ondas 1973
Els Premis Ondas 1973 van ser la vintena edició dels Premis Ondas, atorgats el 1973. En aquesta edició es diferencien les categories: Premis Nacionals de ràdio, nacionals de televisió, locals, internacionals de ràdio i televisió, hispanoamericans i especials.

## Nacionals de ràdio
- Modesto Higueras per Cátedra de RNE
- Manuel Uroz de Radio Barcelona
- Formidables Pro-Managua de la cadena SER
- Hora 25 de la cadena SER
- Operación abuelo de REM
- Radio gaceta de los deportes de RNE
- Rogelio J. Vega de Radio Ecca de Las Palmas
- Ciclo de arte de la Universidad Menéndez Pelayo de REN

## Nacionals de televisió
- Miguel de la Quadra-Salcedo de TVE
- Ángel García Dorronsoro de TVE
- Antonio Mercero de TVE
- Ramón Díez de TVE

## Internacionals de ràdio
- La ràdio-el teu àngel de Polònia
- Can time go bakwards? de BBC (Gran Bretanya)
- Com escoltar la ràdio d'Hongria
- Jean-Pierre Foucault de Ràdio Montecarlo (Mònaco)

## Internacionals de televisió
- Turkisch in Rotterdam d'AVRO TV (Holanda)
- La Suisse et la guerre 1939-1945 de SSR-TV (Suïssa)
- El Mar del Nord no admet propines de Radio TV Colònia (Alemanya)
- Henri de Turenne i Jean-Louis Guillaud d'ORTF (França)

## Hispanoamericans
- Cecilia Martínez (locutora) de Venevisión, canal 4 Caracas (Veneçuela)
- Cadena Caracol en el seu XXV aniversari (Colòmbia)
- Radio Fides de La Paz (Bolivia)
- Panorama Hispánico de Radio Nacional Rosario (Argentina)
- Festival de l'OTI

## Especials
- Escola Oficial de Radiodifusió i Televisió
- Millor programa cultural: Encuentros sobre el lenguaje de Televisión S A (Mèxic)
- Maria Luisa Boncompagni de RAI (Itàlia)